# Chant V de l'Énéide
Le Chant V de l‘Énéide est le chant qui raconte une étape en Sicile d’Énée pendant laquelle il enterre son père et organise des jeux funèbres en son honneur. 

## De Carthage en Sicile
Quittant Didon pour aller fonder la nouvelle Ilion en Hespérie, Énée décide de revenir d'abord à Drépane, en Sicile, où il a perdu son père l'année précédente avant son départ pour Carthage. Là, il est accueilli par le roi Aceste, Troyen par sa mère, qui l'autorise à organiser neuf jours de jeux funèbres pour enterrer Anchise. Une bonne partie du chant consiste à décrire les différentes épreuves.
Ce chant rappelle aux lecteurs contemporains de Virgile le chant XXIII de l'Iliade, où les funérailles de Patrocle donnent lieu à des jeux similaires : course de chars, pugilat, lutte, course à pied et lancer.

## Les jeux funèbres

### Régate
À la tête de chaque Galère, Virgile met un chef qui deviendra fondateur d’une gens romaine :
- Sergeste, dont descend la gens Sergius, commande le Centaure;
- Mnesthée, dont descend la gens Memmius, commande la Baleine;
- Cloanthe, dont descend la gens Cluentius, commande la Scylla;
- Gyas, dont descend la gent Gegania, commande la Chimère.

La description détaillée de cette course de bateaux évoque la célèbre course de chars du chant XXIII de l'Iliade. Les concurrents doivent se rendre jusqu'à un rocher, le contourner et y revenir. À l'approche du rocher, Gyas, jugeant son pilote trop pusillanime, le jette à la mer. Sergeste, au même endroit, fait une manœuvre téméraire et échoue de façon spectaculaire. Mnesthée prend l'avantage, et c'est alors que Cloanthe, incapable de se résoudre à perdre, invoque les Néréides, à qui il promet un sacrifice si elles le font gagner. Il remporte ainsi la victoire. 
Énée remet à Cloanthe gagnant une couronne de laurier et un manteau de Mélibée. À Mnesthée, deuxième arrivant, il offre une cuirasse, trophée pris à Troie lorsqu’il a vaincu Démoléos sur les bords du Simoïs. Gyas reçoit deux bassins d'airain et des coupes d'argent ornées de figues. Sergeste obtient une esclave crétoise captive du nom de Pholoé en prix de consolation.

### Course à pied
Participent à cette épreuve Nisus, Salius, Euryale, Hélymus et Diorès. Le premier prix est un cheval équipé, le deuxième un carquois amazone à baudrier d’or avec agrafe de diamant, et le troisième un casque, trophée pris à un Achéen mort à Troie. Par ailleurs, tous les participants recevront deux lances crétoises, une hache à deux tranchants et une couronne d’olivier. 
Nisus, qui prend vite la tête, glisse sur une flaque de sang issu d'un sacrifice et tombe. Voyant la victoire lui échapper, il cherche au moins à faire triompher son ami Euryale :

« Tout couverts de poussière, échauffés, palpitants,
Déjà touchaient au but les jeunes combattants
Lorsqu'en un lieu rougi du sang d'un sacrifice,
Nisus, à qui le sort s'était montré propice,
Déjà touchant la palme et déjà sans rivaux,
Sur le terrain trempé du meurtre des taureaux
Glisse et, se débattant sur ses jambes tremblantes,
Tombe et roule étendu sur les herbes sanglantes.
Mais s'il perd la victoire, Euryale vainqueur,
Son Euryale au moins consolera son cœur. »

— Traduction de Jacques Delille
Dans ce but, il fait donc trébucher Salius qui était deuxième. Son stratagème fonctionne, et c'est ainsi qu'Euryale arrive premier, suivi d'Hélymus et de Diorès (334-338).
Salius conteste le procédé déloyal de Nisus. Énée se laisse toucher et lui remet une peau de lion comme prix de consolation. C'est alors que Nisus proteste à son tour, devenant le seul à ne pas avoir reçu de prix particulier, alors que Salius avait bel et bien perdu. Énée lui remet un bouclier grec obtenu à la guerre.

### Lutte
Énée annonce comme prix un taureau au vainqueur, et une épée au vaincu. Il cherche des concurrents. S'avance Darès, vainqueur à Troie de Butès, fils d’Amycos. Personne n’ose s’opposer à lui, mais Aceste incite le vieux Entelle à le faire. Celui-ci remporte le combat, se vante, affronte le taureau qui lui est remis en prix et le tue de ses poings. Il dédie sa victoire à Éryx, et annonce que ce combat fut son dernier.

### Tir à l'arc
Énée attache une colombe au mât du Centaure, et tire au sort les noms des concurrents pour savoir dans quel ordre ils se produiront. Le premier est Hippocoon, fils d'Hyrtacus; vient ensuite Mnesthée, arrivé deuxième lors de la régate; le troisième est Eurytion, frère de Pandarus; enfin vient Aceste. 
La flèche d'Hippocoon se fiche dans le mât sans toucher l'oiseau. Celle de Mnesthée coupe la corde qui attachait la colombe, laquelle prend alors son envol. Sans attendre, Eurytion décoche sa flèche à son tour et abat l'oiseau. Pour ne pas être en reste, le vieux Aceste lance aussi un trait qui s'élance aux cieux et « marqua sa voie de flammes »,. Énée le déclare alors vainqueur par la volonté des dieux, et Eurytion, pourtant le seul à avoir atteint la cible, s'incline de bonne grâce. Pour prix de sa victoire, Aceste reçoit  entre autres une coupe ciselée, cadeau du roi thrace Cissée.

## Parade de chars
On trouve parmi les participants des réjouissances de fin des jeux :
- Priam, fils de Politès, petit-fils du défunt roi de Troie;
- Atys[6];
- Iule[7].

## Incendie d'une partie de la flotte
Pendant ce temps, Junon envoie Iris convaincre les femmes restées au port d'incendier la flotte pour mettre un terme aux pérégrinations des Troyens en exil. Iris prend la forme d'une vieille Troyenne, fait son discours et met le feu aux navires. Énée alerté en appelle à Jupiter, qui arrête l’incendie par une pluie. 
Énée n'a perdu que quatre bateaux. Nautès lui recommande d'en profiter pour laisser en Sicile ceux de ses compagnons qui sont les moins vigoureux et les moins motivés à poursuivre l'aventure. Ce groupe fondera Acesta. Anchise apparaît en songe à Énée et lui annonce qu’il doit aller rendre visite à la sibylle de Cumes ; Énée appareille donc pour Cumes sous la protection de Neptune.